# Wyszkowo (osiedle)
Wyszkowo (ukr. Вишково, ros. Вышково, niem. Wyschkowo, słow. Výškovo nad Tisou, węg. Visk) – osiedle typu miejskiego na Ukrainie w rejonie chustskim obwodu zakarpackiego.